# 마스터 소드
마스터 소드(マスターソード, Master Sword)는 닌텐도의 비디오 게임, 젤다의 전설 시리즈에 등장하는 가상의 검이다. 퇴마의 검, 회생의 검, 봉인의 검, 성검으로 불린다. 1991년에 출시된 젤다의 전설 신들의 트라이포스에서 처음 등장한 이후로 젤다의 전설 시리즈의 여러 게임에서 등장했다.

## 개요
마스터 소드는 용사 링크를 상징하는 무기이며, 젤다의 전설 시리즈 내에서 용사를 상징하는 시각적 정체성과, 용사의 필연적인 운명을 나타내는 요소이다. 시리즈 내에서 반복적으로 등장하는 성스러운 무기로, 주요 적인 가논을 비롯한 악의 세력들을 무찌르는 힘을 가지고 있다. 젤다 시리즈 전반에 걸쳐 퇴마의 능력, 시간의 흐름을 변화시키는 능력, 소드빔을 발사하는 능력 등 다양한 마력을 가지고 있음을 보여준다.

## 특성

### 기원
스카이워드 소드에서 마스터 소드의 기원에 대한 이야기가 나온다. 마스터 소드의 최초 형태는 하일리아 여신이 만들어낸 여신의 검이었으며, 종언자를 무찌를 용사를 인도하기 위해 만들어졌다. 하일리아 여신은 용사를 인도할 정령 파이를 만들어 검 안에 담아두었다. 이후 링크가 젤다를 구하기 위해 모험을 시작하려 할 때 여신의 검이 그의 손에 주어졌으며, 링크는 각 지역의 던전을 클리어하며, 여신의 검을 강화한다. 필로네, 올딘, 라넬 세 지역의 성스러운 불꽃으로 여신의 검을 제련하여 여신의 장검, 여신의 백도검, 마스터 소드로 순차적으로 강화한다. 마지막으로 여신의 힘을 각성한 젤다가 마스터 소드에 퇴마의 축복을 내려 진정한 마스터 소드로 각성하게 된다.

### 외형
마스터 소드가 등장한 이래로 마스터 소드의 외형은 상당히 많이 변해왔다. 젤다의 전설 타이틀이 출시되면서, 마스터 소드의 외형은 진화하였고,  푸른색의 손잡이와 푸른빛이 도는 은색의 검날이라는 특징을 가지게 되었다.
신들의 트라이포스에서 처음 등장한 마스터 소드는 자세히 살펴보면 현재의 마스터 소드와 외형 자체는 비슷한 부분이 많다. 하지만 붉은 색의 손잡이를 가지고 있었고, 검날도 곡선적인 형태로, 전형적인 판타지 검의 외형을 하고 있다.
이후 시간의 오카리나에서부터 현재의 디자인이 처음 나온 이후, 바람의 지휘봉과 황혼의 공주를 거쳐 스카이워드 소드에서 완전히 디자인이 정해졌다. 녹색의 줄이 감겨 있는 파란 자루와 파란 날개 모양의 검 손보호대가 있으며, 손잡이 중앙에 노란색 보석이 박혀 있다. 또한 푸른 빛을 띄는 은색의 검신을 가졌으며, 리카소 위에 트라이포스의 문양이 새겨져 있다.

### 능력
마스터 소드의 가장 중요한 능력은 악을 물리치고 어둠을 봉인하는 퇴마의 힘이다. 마스터 소드의 이러한 신성한 능력은 젤다의 전설 스카이워드 소드에서 여신 하일리아의 환생인 젤다가 내린 퇴마의 축복에 의한 것이다. 이후의 시대를 다루는 시리즈에서 여신이 선택한 영웅인 링크는 가논을 물리치기 위해 마스터 소드를 이용해야만 하며, 선과 악의 전투에서 빠지지 않은 요소로 작용한다. 마스터 소드가 최강의 힘을 가진 검인 것은 아니지만, 대부분의 게임에서 가논을 비롯한 악의 세력을 물리칠 수 있는 유일한 무기이기 때문에 매우 중요한 물건으로 여겨졌다. 이러한 능력 덕에 여러 타이틀에서 퇴마의 검이라고 불리며, 브레스 오브 더 와일드에서 어둠을 봉인하는 전설의 검으로 설명된다.
또한 마스터 소드에는 시간을 조작하는 능력이 있다. 젤다의 전설 시간의 오카리나에서 마스터 소드는 성지와 트라이포스를 보호하는 봉인의 열쇠인데, 링크가 이를 뽑으면서 7년의 시간을 넘나들 수 있게 된다. 또한 바람의 지휘봉에서 황금의 세 여신이 하이랄을 수몰시킬 때 마스터 소드로 지상의 시간을 정지시킨 후에 수몰시켰다. 마스터 소드가 가논돌프의 힘을 차단하고 하이랄 성 주변의 시간을 정지시키고 있기 때문에, 뽑으면 가논돌프의 부하들이 깨어난다. 황혼의 공주에서는 마스터소드의 힘을 이용해 시간의 신전의 과거로 갈 수 있다.
마법적인 능력을 가지고 있다. 가장 대표적인 마법 능력은 소드빔으로 일반적으로 링크의 체력이 가득 찼을 때, 마스터 소드를 휘두르면 소드빔이 발사된다. 신들의 트라이포스, 4개의 검, 이상한 모자, 스카이워드 소드, 브레스 오브 더 와일드, 젤다무쌍 등에서 볼 수 있으며, 특히 스카이워드 소드에서는 스카이워드라는 이름으로 특별하게 다루어진다. 또한 신들의 트라이포스에서 마스터소드에는 화염 공격과 번개 공격을 생성하는 것과 같은 다양한 마법 능력이 있다. 신들의 트라이포스 2에서 마스터 소드로 하이랄 성에 설치된 마법의 장벽을 부순다.
일부 시리즈에서 강화요소가 있어서 더욱 강해질 수 있다. 젤다의 전설 시리즈의 대부분의 이야기는 링크가 간단한 무기로 게임을 시작하여 결국 마스터 소드를 되찾는 것을 따른다. 링크가 마스터 소드를 얻으면, 전투에서 훨씬 더 강력해져, 적들을 물리치는 데 큰 도움이 된다. 첫등장인 신들의 트라이포스와 그 후속작인 신들의 트라이포스 2에서 마스터 소드는 대장장이와 대요정에 의해서 2번 강화할 수 있다. 이렇게 강화한 마스터 소드는 검신이 황금색이 되어 금강검이라고 불리기도 한다. 스카이워드 소드에서는 여신의 검을 마스터 소드로 강화할 수 있다. 브레스 오브 더 와일드에서는 기본적으로 강화시스템이 없지만, 검의 시련을 클리어하거나 재앙 가논과 관련된 적과 가까이 있을 때 마스터 소드가 각성해 공격력이 2배가 된다.

## 링크와의 관계
마스터 소드는 젤다의 전설 시리즈의 주인공인 링크를 상징하는 무기이자,  신성한 마법의 검으로, 하일리아의 방패와 함께 링크의 정체성을 나타내는 물건이다.
젤다의 전설 시리즈에서 마스터 소드는 운명의 주인인 링크와 떨어질 수 없는 독특한 관계를 가지고 있다. 시리즈의 여러 타이틀에서 이를 방증하지만, 이 관계를 단적으로 나타내는 말은 브레스 오브 더 와일드의 컷신에 요약되어 있다.
퇴마의 검에 선택을 받은 하이랄의 용사여.
그 끊임없는 노력의 결실인 검술을 인정하여
여신 하일리아의 이름으로 축복을 내리노니
하늘을 날고 시간을 넘어 황혼에 물들더라도
함께하는 검은 용사의 혼과 함께하며
더욱 강한 힘이 그대와 퇴마의 검에 깃들기를
마스터 소드는 여신에 의해 선택된 영웅이 사용하도록 만들어졌으며, 전설에 따르면 순수한 마음을 가진 자만이 검을 뽑아 사용할 수 있다고 전해진다. 링크는 마스터 소드를 소유하기 전에, 검을 소유하기에 합당하다는 것을 증명하기 위한 다양한 시험을 겪는다.

## 개발
마스터 소드는 세 번째로 출시된 젤다 시리즈, 신들의 트라이포스에서 처음 등장했다. 이 때의 마스터 소드는 바위에 박혀 있는 선택 받은 자만 뽑을 수 있는 명검이라는 점에서 마비노기온의 웨일스어 컬렉션에 있는 아서왕 전설에서 유래했다는 것을 알 수 있다. 프랑스어 버전에서 마스터 소드를 엑스칼리버로 번역한 점에서 알 수 있으며, 바람의 지휘봉과 황혼의 공주의 프랑스어 번역에서도 엑스칼리버로 번역되었다.
2011년 닌텐도는 하이랄 왕국과 마스터 소드의 기원에 관한 설정을 확장시키는 스카이워드 소드를 출시했다. 젤다 시리즈의 프로듀서 아오누마 에이지는 스카이워드 소드의 스토리가 닌텐도 Wii의 모션 컨트롤을 중심으로 구축된 게임 플레이 경험에 집중되게끔 하려는 열망에 기반을 두고 있다고 말했다. 그러면서 그는 "이번 테마는 Wii 모션플러스 액세서리를 활용한 검이다.(중략) 당신에게 젤다의 전설에서 검을 떠올리라고 하면 당신은 마스터소드를 떠올릴 것이다. 비교적 이른 시기에, 우리는 마스터 소드의 기원을 다루기로 결정했다."라고 말했다.
이리하여 스토리 컨셉에서 젤다의 전설 세계관의 중심에 마스터 소드가 놓이게 되었지만, 스카이워드 소드가 시리즈의 첫 번째 게임은 아니었기 때문에 이 스토리 플롯은 기존 타임라인과 충돌이 발생하기도 했다. 스카이워드 소드의 감독 후지바야시 히데마로는 이러한 충돌에 관해서 "우리는 하늘과 지상 세계를 다루기로 했고, 그 위에 하이랄의 탄생 이야기와 마스터 소드의 기원에 대한 알려지지 않은 이야기를 담을 예정이었다.(중략) 그래서 지금까지의 시리즈를 돌아보며 다양한 요소들을 엮기 시작했다. 그러자 온갖 모순이 생겼다."라고 말했다. 그러나 이러한 충돌에도 불구하고 스카이워드 소드의 스토리 라인은 마스터 소드를 이야기 구조의 정의요소로 확립했다. 게임의 줄거리는 링크가 무기를 마스터 소드로 강화하는 것을 중심으로 하며. 이러한 과정을 통해 링크는 검 안에 그의 본질을 넣어 마왕 종언자를 물리칠 수 있는 힘을 얻는다. 이 스토리라인은 젤다의 전설 시리즈의 다른 모든 타이틀의 기초가 되었으며, 마스터 소드는 이 모든 신화의 중심에 위치하게 되었다.
또한 아오누마 에이지가 밝혔듯이 마스터 소드는 스카이워드 소드 게임플레이의 중심 메커니즘으로 사용되었다. 2011년 게임 출시를 위한 TV 광고에서도 Wii 모션플러스를 사용한 모션 컨트롤로 검을 제어하는 플레이어를 보여줌으로써 마스터 소드를 강조했다.

## 등장

### 젤다의 전설 시리즈

#### 젤다의 전설(1986)
초대 젤다의 전설에서는 마스터 소드 대신 화이트 소드와 매지컬 소드가 등장한다. 이 두 검은 평범한 판타지 검으로 등장하지만, 악을 무찌르는 마법적인 능력이 있는 검이라는 점에서, 마스터 소드의 초기 형태라고 볼 수 있다. 이후 시리즈를 거치며, 마스터 소드는 링크가 등장할 때마다 다시 등장했으며, 점차 디자인이 정립되어 갔다.

#### 신들의 트라이포스(1991)
젤다의 전설 시리즈 세번째 작품인 신들의 트라이포스에서 마스터 소드가 처음으로 등장한다. 힘, 지혜, 용기의 펜던트를 모은 뒤, 미로숲의 좌대에서 뽑을 수 있다. 이후 젤다공주와 현자들의 후손을 구하고, 메인 빌런인 사악한 마법사 아그님과 최종보스 가논을 물리치는 데 사용한다. 링크가 좌대에서 검을 뽑고, 이 검이 가논을 물리칠 수 있는 유일한 무기라는 점을 포함한 몇 가지 개념은 이후 시리즈에서 반복되는 전통이 되었다.
게임 내에서 마스터 소드는 공격력이 약하기 때문에, 강화검과 금강검으로 업그레이드해서 더 강력한 공격력을 얻을 수 있다. 검강화소에서 대장장이를 구해준 대가로 마스터소드를 강화검으로 제련할 수 있으며, 가논의 성에서 숨겨진 대요정의 샘으로 가면 강화검을 금강검으로 제련할 수 있다. 모험이 끝난 뒤에는 링크가 다시 미로숲에 꽂아 놓는다.
나름대로 중요 아이템으로 등장했지만, 게임 후반부에는 비중도 거의 사라지고, 강화하지 않으면 위력도 형편 없으며, 최종보스 가논을 상대할 때도 마스터 소드보다는 은화살을 사용하는 등 취급은 좋지 않은 편이다.

#### 시간의 오카리나(1998)
시간의 오카리나에서 마스터 소드가 다시 등장했다. 푸른 색의 손잡이와 직선적인 칼날 형태 등, 기본적인 디자인이 이때 정립되었으며, 시리즈 최초로 3D화되었다. 이 작품에서 마스터 소드는 가논돌프를 무찌를 수 있는 유일한 무기로 제시되며, 시간의 신전에 위치한 닫혀 있는 시간의 문 안쪽 좌대에 꽂혀있다. 또한 꽂혀 있는 마스터 소드는 하이랄과 성지 사이의 관문 역할을 한다. 세개의 정령석을 모은 후에 시간의 문을 열고 좌대에서 마스터 소드를 뽑을 수 있다. 그러나 링크가 너무 어렸기 때문에 마스터 소드는 링크를 7년 동안 재운다. 이를 통해 링크는 7년의 미래로 가게 되었으며, 마스터 소드를 다시 꽂아 과거로 돌아갈 수 있다. 게임 내에서의 성능은 빅고론도보다 약하지만, 가논에게 마지막 일격을 넣을 때는 반드시 마스터 소드를 이용해야 한다. 모든 모험이 끝난 후에는 링크가 다시 시간의 신전에 꽂아놓는다.

#### 이상한 나무열매(2001)
이상한 나무열매에서 마스터 소드는 비교적 간략화된 모습으로 나온다. 픽셀로 표현하기가 어려웠는지, 각 게임에서 마스터 소드는 파란색 픽셀 소드로 나타난다. 다른 젤다 타이틀에서 볼 수 있는 마스터 소드의 전형적인 특성과는 차이가 있는데, 다른 젤다 타이틀의 시열대와는 다른 위치에서 등장하며, 부서질 수도 있다.

#### 바람의 지휘봉(2002)
바람의 지휘봉에서 마스터 소드는 약간 다른 디자인으로 등장한다. 가라앉은 하이랄 성 내부에서 마스터 소드를 찾을 수 있다. 마스터 소드가 가논돌프의 마력을 차단하고 바닷 속의 시간을 정지 시키고 있다. 링크가 마스터 소드를 뽑으면 정지되었던 시간이 다시 흘러 가논돌프의 수하들이 다시 움직인다.
처음 마스터 소드를 획득했을 때는 가논돌프가 마스터 소드의 힘을 봉인한 상태이기 때문에 퇴마의 힘이 없는 상태이다. 퇴마의 힘을 되찾기 위해서 링크는 대지와 바람의 현자를 찾아 마스터 소드를 소생시켜야 한다. 퇴마의 힘이 회복된 마스터소드는 가논의 탑에 걸려있는 마법 장벽을 파괴할 수 있게 된다. 가논돌프와의 최종전에서 링크는 마스터 소드를 가논돌프의 이마에 찔러서 무찌른다. 최종전이 끝난 후 마스터 소드는 가논돌프의 이마에 꽂힌 상태로 수몰된다.

#### 황혼의 공주(2006)
황혼의 공주에서 마스터소드가 다시 등장한다. 작중 젤다 공주의 말에 의하면, 고대의 현자들이 사악함을 무찌르기 위해 만들었다는 검이다. 어디르 마을 근처에 있는 필로네 숲의 성역에 위치해 있으며, 그 성역은 시간의 오카리나에서도 나왔던 시간의 신전의 폐허이다.
스토리에서 링크는 마스터 소드를 손에 넣어야 하는데, 마스터 소드가 젠트가 걸어놓은 사악한 마법을 거둘 수 있는 유일한 방법이기 때문이다. 마스터 소드를 얻은 이후에 링크가 다시 성역으로 돌아왔을 때 그는 검을 사용하여 시간의 신전이 파괴되기 전의 시간으로 통하는 길을 여는 데 사용된다.
스토리가 진행되면서 마스터소드는 솔의 힘을 통해 업그레이드되며, 그림자 세계의 적들에 저항하는 능력과, 어둠의 안개를 제거할 수 있는 능력을 얻게 된다. 이후 가논돌프와의 마상 전투에서 주무기로 사용하며, 최종 전투에서 링크가 마스터 소드를 가논돌프의 가슴에 꽂아 넣어서 죽인다. 모든 것이 끝난 후에 링크는 마스터 소드를 다시 성역에 되돌려 놓는다.

#### 스카이워드 소드(2011)
젤다의 전설 시리즈의 가장 오래된 역사를 다루는 스카이워드 소드에서 마스터 소드는 게임의 제목에서 나타나듯 스토리의 중심으로 등장한다. 황혼의 공주 때의 현자에 의해 만들어졌다는 설정과는 달리 여신 하일리아가 만들어낸 검이라고 하며, 이는 여신의 검의 정령 파이의 "인간의 입으로 전해지는 이야기는 믿을 만한 것이 못된다"라는 말에서도 확인할 수 있는 부분이다.
젤다가 대지로 떨어진 날 링크는 파이의 인도에 다라 여신의 검을 얻게 된다. 그리고 나서 대지와 하늘을 넘나들며 여신의 검을 강화한다. 성스러운 세개의 불꽃으로 여신의 장검, 여신의 백도검, 마스터 소드로 제련하고, 하일리아 여신의 힘으로 각성한 젤다가 마스터 소드에 퇴마의 축복을 내려 진정한 마스터 소드가 만들어진다.
진정한 마스터 소드를 완성한 뒤 링크는 스카이로프트에 숨겨져 있던 트라이포스를 획득하여 마물들의 왕 종언자를 물리친다. 그러나 기라힘이 과거로 젤다를 납치하면서 링크는 과거의 종언자와 최후의 결전을 치른다. 종언자를 쓰러트린 후에 링크는 종언자의 사념을 마스터 소드에 봉인한다. 종언자의 저주로 인해 링크와 젤다는 끊임 없는 윤회의 저주에 빠지게 되었지만, 하늘의 주민들은 대지로 내려와 살 수 있게 되었다. 역할을 다한 마스터 소드는 봉인된 신전에 꽂혀 기나긴 잠에 들게 된다.

#### 신들의 트라이포스 2(2013)
신들의 트라이포스 2에서 마스터 소드는 문장 3개를 수집한 뒤 미로숲의 좌대에서 뽑을 수 있다. 게임 중 링크는 광석을 수집한 후 하이랄과 로우랄의 대장장이에게 맡겨 마스터소드를 업그레이드할 수 있다. 모든 일이 끝난 후에 링크가 다시 미로숲에 돌려 놓는다.

#### 브레스 오브 더 와일드(2017)
브레스 오브 더 와일드에서 마스터 소드는 상당히 중요한 물건으로 등장한다. 오픈월드 게임인 본작의 특성 상 반드시 획득할 필요는 없지만, 여러 등장인물들의 언급과, 회상에서의 꾸준한 등장으로 플레이어가 마스터 소드를 얻게 끔 유도한다. 링크가 하이랄을 여행하면서 마스터 소드를 뽑을 만한 체력 조건인 하트 13개를 달성하면 검을 얻을 수 있다.
스토리에서 링크는 하이랄 대삼림의 코로그 숲에 마스터 소드가 꽂혀있는 것을 보게 된다. 그 후에 데크나무와 대화한 뒤 검을 뽑게 되는데, 체력이 13칸 미만이라면 링크는 목숨을 잃는다. 검을 뽑았다면 링크는 회상에서 젤다가 마스터 소드를 좌대에 꼽으며, 링크가 언젠가 깨어나길 기원하는 모습을 본다. 또한 링크의 100년 전의 기억에서, 마스터 소드는 어릴 적부터 링크를 용사로 선택했고, 이때문에 젤다는 열등감을 느껴 한동안 링크와 서먹하게 지내기도 한다. 재앙가논이 부활한 뒤 원념에 오염된 가디언과 싸우던 중 링크는 큰 상처를 입고, 마스터 소드 또한 원념에 잠식된다. 이때 젤다가 봉인의 힘을 각성하여 가디언들은 힘을 잃지만 링크는 생명의 한계에 다다른다. 절망에 빠진 젤다에게 마스터 소드의 정령이 방법을 알려줘서 링크는 회생의 사당에, 마스터 소드는 코로그의 숲에 놓이게 되었다.
이 게임에서 마스터 소드의 성능은 공격력 30, 내구도 40으로 한손검 중 중상위권 정도의 성능이다. 하지만 가논과 관련된 적이나, 신수 내부, 하이랄 성 내부에서는 공격력 60, 내구도 188로 각성하며 최상위권 무기가 된다. 또한 내구도가 완전히 소진되더라도 10분의 회복시간을 가진 뒤 회복하기 때문에, 본작에서 파괴되지 않는 유일한 무기이기도 하다. DLC가 있다면 검의시련이라큰 컨텐츠를 클리어하여 언제나 각성 상태인 마스터 소드를 사용할 수 있다.

### 기타 미디어
젤다의 전설 시리즈가 닌텐도의 핵심 프랜차이즈이고, 마스터 소드 또한 젤다의 전설을 상징하는 아이템인 만큼 다양한 비디오 게임에서 마스터 소드를 찾아볼 수 있다.
- 닌텐도 올스타! 대난투 스매시브라더스에서 마스터 소드를 사용하는 링크가 플레이어블로 나온다.[27] 슈퍼 스매시브라더스 얼티밋에서 마스터 소드와 하일리아의 방패를 포함한 8가지 의상을 가진 링크가 플레이어블 캐릭터로 등장한다.[28]
- 동물의 숲 시리즈에서 가구로 등장한다.
- 소울칼리버 2에서 링크의 기본 무기로 등장한다.[29][30]
- 닌텐도 랜드에서 "젤다의 전설:배틀 퀘스트"의 플레이어로서 마스터 소드를 사용할 수 있다.[31]
- Scribblenauts Unlimited에서 마스터 소드와 하일리아의 방패를 사용하는 링크가 카메오로 등장한다.[32]
- 베요네타 2에서 베요네타는 링크의 의상을 장착한 후 마스터 소드를 사용할 수 있다.[33]
- 마리오 카트 8에서 마스터 소드는 DLC에서 소개된다.[34] 또한 하이랄 서킷에서 하이랄 성 내부의 동상으로 등장한다.[35]
- 스위치 버전 엘더 스크롤 V: 스카이림에서 링크 아미보를 통해 하일리아의 방패와 마스터 소드를 얻을 수 있다.[36]
- 슈퍼 마리오 메이커 2에서 ver 2.0.0 업데이트를 통해 도입되었다. 마리오를 링크로 변신시켜 다양한 특수 능력을 쓸 수 있게 한다.[37]
- 젤다무쌍:하이랄의 전설들에서 마스터 소드는 링크의 핵심 무기로 등장한다. 전투에서 사용할 때는 하일리아의 방패와 한쌍이며, 특정 작업을 완료하면 소드빔을 발사할 수 있게 된다.[20]
- 젤다무쌍 대재앙의 시대의 코로그의 숲 해방전에서 마스터 소드를 얻게 된다. 아스톨과 영걸의 분신들을 상대하기 위해 좌대에 꽃혀있는 마스터 소드를 뽑으머, 이후에는 게임 내내 마스터 소드를 사용할 수 있다. 체력이 가득 차 있을 때 마스터 소드를 사용하면 소드 빔이 발사된다.[7]

## 마스터 소드의 위상
젤다의 전설 시리즈에 처음 등장한 이래로 마스터 소드는 유명한 상징이 되었다. 그 인기에 힘입어 다양한 팬아트 작품의 소재가 되어왔다. 또한 팬이 만든 작동하는 형태의 레플리카로 재현되기도 했다.
젤다의 전설 시리즈가 출시되면서 마스터 소드는 시각적으로나 용사로서의 성장 측면에서 링크의 정체성을 나타내는 필수적인 물건이 되었다. 그렇기 때문에 링크의 코스프레용 의상에는 하일리아의 방패와 함께 빠질 수 없는 요소가 되었다. 닌텐도 파워는 마스터 소드를 단순히 강력한 검일 뿐 아니라, 링크의 모험과 캐릭터 개발에 있어서 필수불가결한 것이라고 인용하면서 게임 역사상 최고의 무기 중 하나로 선정했다. 기훈 챈은 페이스트에 다음과 같이 기고하였다. "게임에서 젊은 링크가 바위에 박혀 있는 검의 현대적 재해석이라고 할 수 있는 가상의 검을 좌대에서 뽑는 장면만큼 상징적인 장면은 거의 없다. 마스터 소드는 단순한 무기 이상으로 링크의 운명의 상징이 되었으며, 젤다의 전설 시리즈에서 하이랄의 운명을 나누는 분할된 타임라인에 그를 묶어놓았다."
마스터 소드의 게임 내 성능에 대해서는 의견이 상당히 갈리는 편이다. Looper의 샘 스콥은 게임 플레이에서 마스터 소드의 비실용성을 강조하면서 "물리 디자인의 결과를 말하는 것이 아닌 젤다 프랜차이즈 전체에서 마스터 소드가 나타나는 방식에 관한 것"이라고 언급했다. 이어서 그는 신들의 트라이포스와 브레스 오브 더 와일드에서 퀘스트 라인이 길어지기 때문에 마스터 소드가 "얻기에 비실용적"이라고 설명했다. 이와는 대비되게, 스티븐 라조이아는 스크린랜트에 기고한 글에서 다음과 같이 언급하며 브레스 오브 더 와일드에서의 마스터 소드의 강점을 강조했다. "게임 내에서 마스터 소드보다 강력한 무기가 있는 것은 사실이다. 하지만 어떤 무기도 마스터 소드만큼 만능적이며, 효율적이지는 않다. 절대로 부서지지 않는다는 장점은 10분의 회복시간을 감안하더라도 그 자체로 엄청난 이점을 만들어 낸다. 또한 30이라는 수치의 공격력(재앙 가논과 관련된 적에게는 2배)을 생각해보면, 마스터 소드는 필수적인 선택이다." Gamer의 에이버리 로렌스 페이어는 마스터 소드를 비디오 게임 역사상 가장 강력한 무기로 선정했으며, 마리오 카트의 가시돌이 등껍질보다 높은 순위를 매기며 이렇게 묘사했다. "비디오 게임 역사상 가장 상징적이며 강력한 무기이다."
몇몇 비평가들은 게임의 역사에서 마스터 소드가 가진 영향력과 유산을 강조했다. Escapist의 론 휘태커는 마스터 소드를 "비디오 게임에서 볼 수 있는 가장 멋진 검" 중 하나로 선정하며 이렇게 언급했다. "마스터 소드는 그렇게 특별해 보이지는 않는다. 그렇게 크지도, 불꽃이 치솟지도 않으며, 그다지 위협적으로 보이는 것도 아니다. 그러나 올바른 사람의 손에 있으면 세상을 구할 수 있다." 또한 휘태커는 마스터 소드를 비디오 게임에서 가장 상징적인 무기로 꼽으며 이렇게 언급했다. "퇴마의 능력이 있으며, 시간의 오카리나에서는 시간 여행 능력이 있다. 또한 신들의 트라이포스에서 링크는 마스터 소드를 업그레이드하여 더욱 강력하게 만들 수도 있다. 마스터 소드는 여러 게임에서 등장하였으며, 당신이 이러한 상징적인 무기에 대해 기대하는 것처럼, 도검 제작자와 코스플레이어들에 의해 만들어지기도 했다." IGN 직원은 마스터 소드를 비디오 게임 역사상 가장 위대하고 상징적인 무기로 상정했으며, 시간의 오카리나에서 마스터 소드를 뽑는 순간을 비디오 게임 역사상 가장 잊을 수 없는 순간이라고 생각한다고 언급했다. IGN의 데스틴 레거리는 "이 아름다운 검은 모든 게이머의 아이콘이자 젤다 프랜차이즈에서 바로 인식할 수 있는 핵심 아이템이다. 물론 젤다의 전설 시리즈에는 훌륭한 무기와 아이템이 많이 있었지만 신들의 트라이포스 이후로 오직 마스터 소드만이 현재까지 남아있다. 슈퍼 패미컴 출시 이후의 젤다 이야기는 이 전설적인 검을 얻기 위한 링크의 모험을 중심으로 제작되었다."라고 말했다.

## 같이 보기
- 링크
- 트라이포스